# Championnat du Paraguay de football 1957
Navigation
Édition précédente Édition suivante
La 47e édition du championnat du Paraguay de football est remportée par le Club Olimpia. C’est le quinzième titre de champion du club. Club Olimpia l’emporte avec un point d’avance sur Club Cerro Porteño et Club Sol de América. 
Juan Bautista Agüero est le meilleur buteur du championnat avec 14 buts.

## Les clubs de l'édition 1957
| \| Asuncion: · Olimpia · Nacional · Sol de América · Guaraní · Cerro Porteño · Libertad · P.Hayes Asuncion Club Sportivo Luqueño \| Localisation des clubs engagés dans le championnat. |
| Asuncion: · Olimpia · Nacional · Sol de América · Guaraní · Cerro Porteño · Libertad · P.Hayes Asuncion Club Sportivo Luqueño                                                           |

| Club                  | Stade | Capacité | Ville             |
| --------------------- | ----- | -------- | ----------------- |
| Cerro Porteño         | -     | -        | Asuncion          |
| Club Guaraní          | -     | -        | Asuncion          |
| Club Libertad         | -     | -        | Asuncion          |
| Club Nacional         | -     | -        | Asuncion          |
| Club Olimpia          | -     | -        | Asuncion          |
| Club Presidente Hayes | -     | -        | Tacumbú, Asuncion |
| Club Sol de América   | -     | -        | Asuncion          |
| Sportivo Luqueño      | -     | -        | Luque             |

## Compétition

### Classement
| Rang | Équipe                | Pts | J  | G | N | P | Bp | Bc | Diff |
| ---- | --------------------- | --- | -- | - | - | - | -- | -- | ---- |
| 1    | Club Olimpia (T)      | 17  | 14 | ? | ? | ? | 0  | 0  | 0    |
| 2    | Cerro Porteño         | 16  | 14 | ? | ? | ? | 0  | 0  | 0    |
| 2    | Club Sol de América   | 16  | 14 | ? | ? | ? | 0  | 0  | 0    |
| 2    | Club Guaraní          | 16  | 14 | ? | ? | ? | 0  | 0  | 0    |
| 5    | Sportivo Luqueño      | 14  | 14 | ? | ? | ? | 0  | 0  | 0    |
| 6    | Club Libertad         | 12  | 14 | ? | ? | ? | 0  | 0  | 0    |
| 7    | Club Nacional         | 11  | 14 | ? | ? | ? | 0  | 0  | 0    |
| 8    | Club Presidente Hayes | 10  | 14 | ? | ? | ? | 0  | 0  | 0    |

| Légende : Qualifications et relégations | Légende : Qualifications et relégations |
| --------------------------------------- | --------------------------------------- |
|                                         | Champion du Paraguay                    |
|                                         | Relégation en deuxième division         |
|                                         | (T) : Tenant du titre (P) : Promus      |

## Bilan de la saison
| Championnat du Paraguay de football 1957                             |                          |
| Champion                                                             | Club Olimpia (15e titre) |
| Promotions et relégations                                            |                          |
| Promus en Primera División                                           | Club River Plate         |
| Relégués en Championnat du Paraguay de football de deuxième division | Club Presidente Hayes    |

## Statistiques

### Meilleur buteur
- Juan Bautista Agüero (Club Olimpia) 14 buts